# Babrouïsk
Babrouïsk (en biélorusse : Бабруйск — łacinka : Babrujsk) ou Bobrouïsk (en russe : Бобруйск ; en polonais : Bobrujsk) est une ville de la voblast de Moguilev, en Biélorussie, et le centre administratif du raïon de Babrouïsk. Sa population s'élevait à 212 200 habitants en 2017.

## Géographie
Babrouïsk est arrosée par la rivière Bérézina et se trouve à 111 km au sud-ouest de Moguilev et à 139 km au sud-est de Minsk. La ville est située en dehors des territoires contaminés par la catastrophe de Tchernobyl.

## Histoire
Les fouilles archéologiques ont révélé que l'endroit est peuplé au moins depuis les Ve et VIe siècles, puisqu'un site de peuplement slave a été découvert au bord de la Bérézina, un peu plus en amont. De plus des restes de l'âge de pierre ont été également fouillés.
Pendant la période de la Russie kiévienne il y avait un village de pêcheurs et de trappeurs de castors, d'où le nom de la localité, provenant du mot bobr qui signifie castor en langue slave. Les premiers documents ecclésiaux écrits datent de 1387, les manuscrits indiquant les noms de Bobrovsk (Бобровск), Bobrouesk (Бобруеск), ou Bobroussek (Бобрусек). Sous le grand-duché de Lituanie, la bourgade est un chef-lieu de volost. Sous l'Union lituano-polonaise, un château-fort est construit au XIVe siècle (il brûle en 1649). La bourgade subit l'assaut des Tatars en 1603. Les jésuites de Nieswiez, appelés par le voïvode, font construire une petite église dédiée à Saint Pierre et Saint Paul vers 1615 (elle est reconstruite en style baroque en 1732-1747 ; elle est aujourd'hui en ruines). Ils ouvrent une école en 1681 et un dispensaire en 1686. Ils font construire un collège en 1747, aujourd'hui disparu.
La région est rattachée à l'Empire russe en 1792. La ville devient chef-lieu d'ouiezd en 1795 et fait partie du gouvernement de Minsk. Elle reçoit ses armoiries, le 22 janvier 1796. Le comte Opperman (1765-1831) fait construire la citadelle en 1810-1811. Bagration y fait relâcher son armée trois jours en juillet 1812, pendant la guerre contre l'armée napoléonienne. Sept mille soldats de la garnison y campent alors avec 330 canons. L'armée française assiège la citadelle, d'abord avec le régiment de Latour-Maubourg, puis avec les forces commandées par Dombrowski. Le siège dure jusqu'en novembre lorsque l'armée de Tormassov libère la citadelle. De futurs décembristes, comme Mouraviov-Apostol et Norov, participent aux combats. La décision est prise aussitôt de renforcer la citadelle qui passe au rang de forteresse de première classe. Les travaux, dirigés par Opperman, durent jusqu'en 1818, puis sont repris jusqu'au milieu du XIXe siècle. Mais sa situation étant jugée moins stratégique, elle est déclassée en 1897 et en grande partie démolie. Les restes de la citadelle sont aujourd'hui une attraction touristique. Une partie est réservée à un monastère orthodoxe féminin.

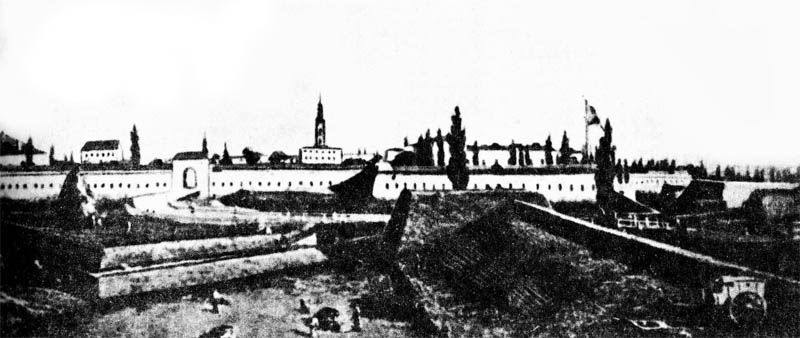
Citadelle de Bobrouïsk dans les années 1880

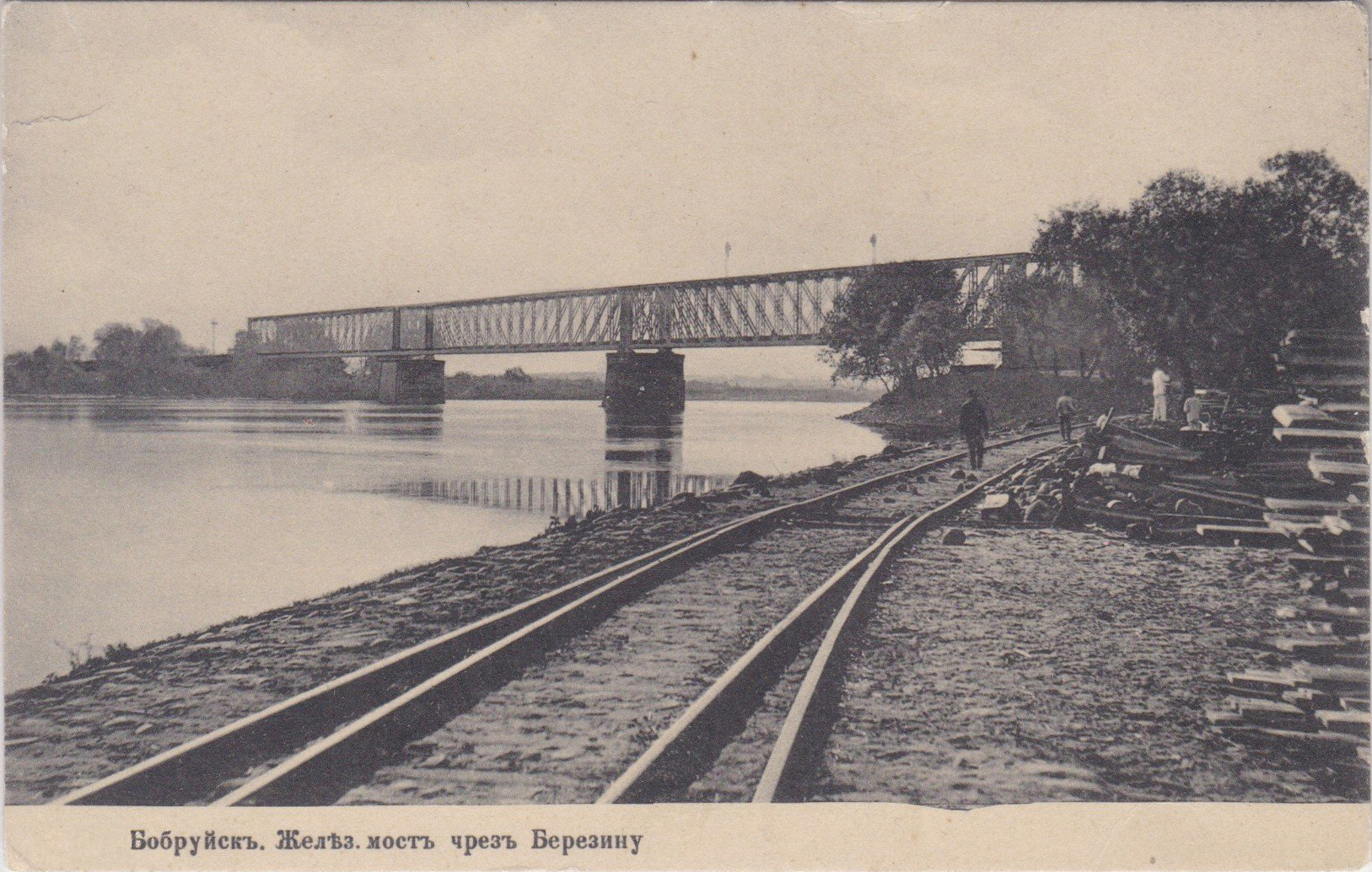
Vue de l'hôtel Bérézina vers 1910

Le recensement impérial de 1861 donnait une population de 15 766 habitants, d'origines biélorusse, ukrainienne, polonaise et juive. La plupart des maisons étaient construites en bois (comme dans les autres villes biélorusses). En 1866 il y avait 1 498 maisons, dont seulement 29 étaient en briques. En 1880, la population de la ville s'élevait à 37 237 habitants, dont 20 322 hommes et 16 915 femmes. Elle comptait 20 322 orthodoxes, 258 Vieux-Croyants, 916 catholiques, 420 protestants, 17 935 Juifs et 420 musulmans. Bobrouïsk connaît une forte croissance de sa population juive au XIXe siècle. En 1897, elle comptait 34 336 habitants, dont 60,5 %, soit 20 795, étaient juifs, pour la plupart artisans, ouvriers ou commerçants. Il y avait alors une trentaine de petites synagogues de bois. Le commerce se développe avec le chemin de fer qui relie Libau et Romny au reste de l'Empire ainsi qu'à l'Europe occidentale.
Les années 1880 et 1890 furent marquées à Bobrouïsk par plusieurs pogroms, qui commencèrent après l'assassinat du tsar Alexandre II, le 13 mars 1881. Les organisations juives d'auto-défense dites « boyuvkes » s'employèrent à repousser ces attaques.

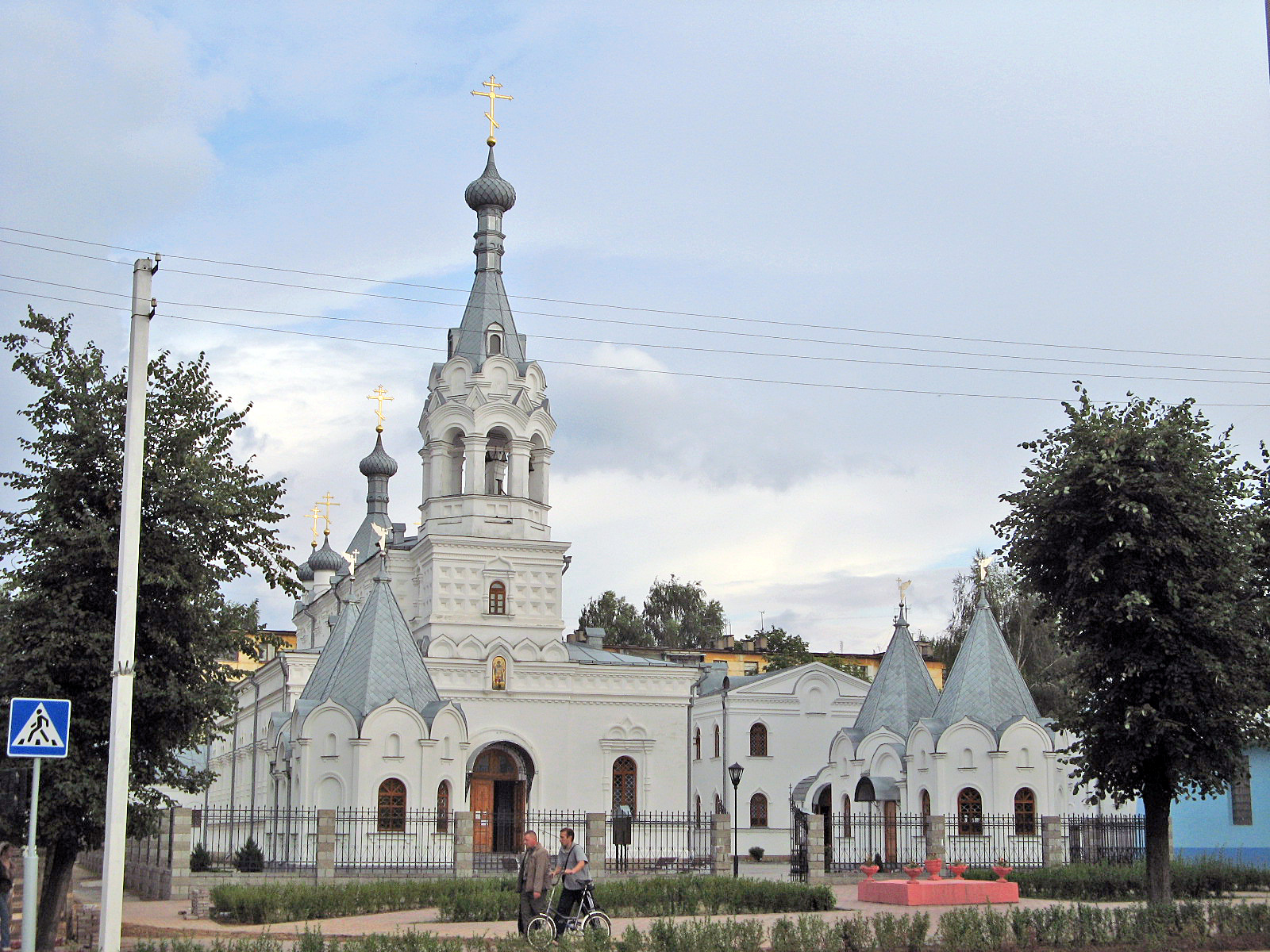
Vue de l'église orthodoxe Saint-Georges

En 1902 un incendie ravage la ville qui est reconstruite en pierre et en briques. La nouvelle église orthodoxe Saint-Georges est consacrée en 1907. Il existe un lycée de garçons et un lycée de jeunes filles.
Pendant la Première Guerre mondiale, la région de forêts et de marais est le terrain de batailles entre les armées russe et allemande. Une grande partie des habitants juifs quitte la ville et émigre en Europe occidentale ou aux États-Unis. Lorsque la Pologne recouvre son indépendance, la région est encore le terrain de combats entre Biélorusses (divisés entre pro-bolchéviques, et pro-polonais, avec des nationalistes d'un camp à l'autre), Polonais (commandés par Józef Dowbor-Muśnicki) et les armées de la Russie bolchévique. En 1919, elle est du côté polonais du front. La ville et ses alentours comptent déjà 188 976 habitants, dont 74,4 % de Biélorusses, 14,3 % de Juifs, 4,9 % de Polonais. En 1920, à l'issue de la guerre, elle est intégrée à la république socialiste soviétique de Biélorussie.
La ville, qui fait donc partie de l'Union soviétique, est occupée par les armées du Troisième Reich allemand le 28 juin 1941. La féroce bataille de Smolensk enflamme la région en juillet. La ville de Bobrouïsk est en 1943 sous les ordres du général Adolf Hamann qui avait commandé auparavant la région d'Orel. Le restant de la population juive — soit environ 20 000 personnes — est enfermé dans le ghetto de Babrouïsk, dans le sud-ouest de la ville, avant d'être déporté dans les camps de la mort. Les Juifs qui échappent à la déportation rejoignent en majorité la résistance pro-soviétique.

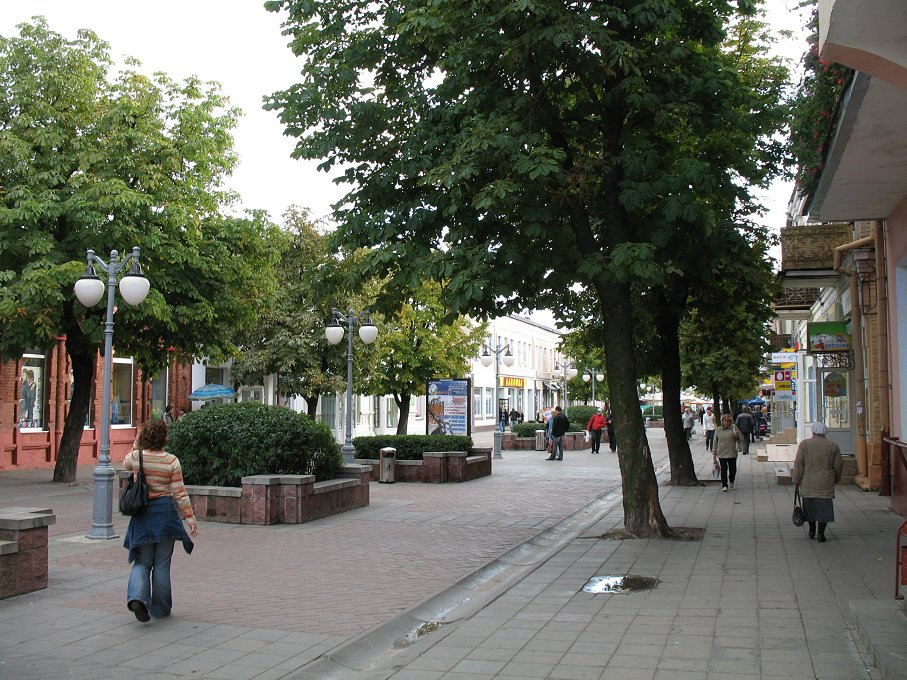
Rue piétonnière du centre ville en été 2008.

La ville en ruines est libérée par l'Armée rouge le 29 juin 1944 au cours de l'offensive de Bobrouïsk, dans le cadre de l'opération Bagration (23 juin-29 août 1944). Il ne reste plus que 28 352 habitants. La ville est reconstruite par des prisonniers de guerre et des milliers d'ouvriers soviétiques. Elle est chef-lieu de l'oblast de Bobrouïsk, selon un décret du Présidium du Soviet suprême de l'URSS de septembre 1944, jusqu'en 1954. En 1959, elle a déjà 96 000 habitants, 116 000 habitants en 1965, et 232 000 en 1989. La quasi-totalité de la population est russophone.
Le 22 octobre 2007, la ministre israélienne des Affaires étrangères a protesté contre les déclarations antisémites et anti-israéliennes du président de la république de Biélorussie : le 12 octobre, Alexandre Loukachenko, parlant de la misère dans la zone rurale de Babrouïsk, avait déclaré à la radio : « Bien évidemment, c'est une ville juive. Les Juifs ne font pas attention à l'endroit où ils vivent. Regardez Israël. J'ai été là-bas. » Il a ajouté que la ville avait appelé les Juifs pour leur argent. À la suite de ces déclarations, Yakov Basin, le premier vice-président de l'Union biélorusse des organisations et communautés juives a déclaré : « Nous ne sommes pas concernés [...] Il y a d’autres choses qui nous préoccupent. En vingt ans, pas une seule personne n’a été punie pour des actes antisémites et de profanation dans les cimetières, etc. De plus, la Shoah n’est pas reconnue comme un phénomène historique unique comme dans les autres pays. »,.

## Population
Babrouïsk est la septième ville de Biélorussie par le nombre d'habitants.
Recensements (*) ou estimations de la population :
| 1861   | 1897*  | 1923*  | 1926*  | 1939*  | 1945   | 1959*  |
| ------ | ------ | ------ | ------ | ------ | ------ | ------ |
| 15 766 | 34 336 | 33 015 | 39 280 | 84 078 | 28 352 | 97 530 |

| 1970*   | 1979*   | 1989*   | 1999*   | 2009*   | 2012    | 2013    |
| ------- | ------- | ------- | ------- | ------- | ------- | ------- |
| 137 536 | 192 207 | 221 166 | 220 653 | 215 092 | 216 522 | 217 127 |

| 2014    | 2015    | 2016    | 2017    | 2018    | 2019    | 2020    |
| ------- | ------- | ------- | ------- | ------- | ------- | ------- |
| 217 660 | 218 263 | 217 975 | 217 940 | 217 546 | 216 793 | 212 200 |

Composition ethnique de la population en 2009 :
- Biélorusses : 83,06 %
- Russes : 13,22 %
- Ukrainiens : 1,89 %
- Juifs : 0,27 %
- Polonais : 0,27 %
- Autres : 1,29 %

La majorité des habitants de Babrouïsk dépendent de l'Éxarcat orthodoxe de Biélorussie, mais il existe en marge plusieurs communautés protestantes et une paroisse catholique (dont l'église principale est l'église de l'Immaculée-Conception), ainsi que deux synagogues en fonction et des lieux de prières de Vieux-Croyants.
Les minorités ethniques de la ville se réunissent aussi au sein de plusieurs associations: l'association culturelle juive (dont la renaissance de la communauté date de 1988), l'association arménienne Urartu, la filiale de Babrouïsk de l'Union des Polonais de Biélorussie, l'association ukrainienne Slavoutitch et la filiale biélorusse de l'association ukrainienne Vatra.

## Économie
L'activité économique de la ville repose principalement sur la métallurgie, la chimie et les industries du bois. Elle compte une cinquantaine d'entreprises manufacturières qui représentaient une production de 15,2 millions de dollars en 2012, dont 55 % l'entreprise pétrochimique et chimique Belchina, dont la principale activité est la fabrication de pneumatiques. La métallurgie et les machines-outils comptent pour un peu plus de 20 % et le secteur agroalimentaire 13,7 %. Babrouïsk et Moguilev assurent 70 pour cent de la production industrielle de la voblast.

## Culture

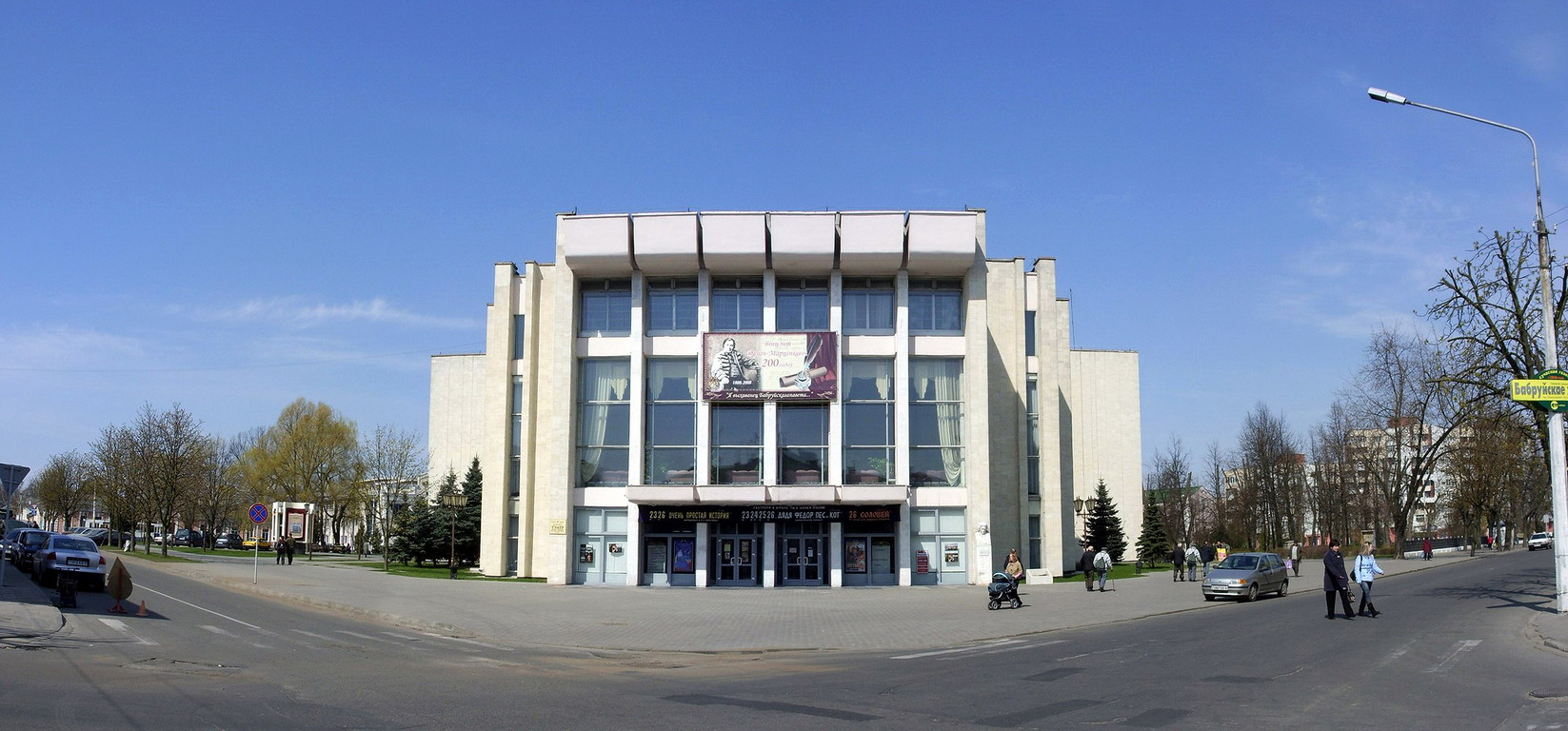
Théâtre de Babrouïsk

Il existe en ville plusieurs centaines de rendez-vous culturels par an dont plusieurs festivals de musique, de danse et de théâtre.
Le théâtre régional (théâtre Dounine-Martsinkevitch), situé en centre-ville, a été inauguré en 1970.
Le musée régional présente l'histoire de la région, de la préhistoire, jusqu'aux conflits du XXe siècle, ainsi que son ethnographie, sa flore et sa faune.
Il existe six bibliothèques principales en ville : la bibliothèque centrale Maxime Gorki, la bibliothèque Alexandre Pouchkine, la bibliothèque Nicolas Gogol, la bibliothèque Ali Chogentsouk, la bibliothèque Arkadi Gaïdar et la bibliothèque du raïon.
La ville dispose de deux cinémas à deux salles : « Tovaritch » (500 places en 3D, Dolby Surround et 70 places) et « Mir » (276 et 220 places).

## Enseignement et éducation
la ville de Bobrouïsk comprend vingt-sept établissements d'enseignement moyen, deux écoles d'enseignement de base, deux écoles du soir d'enseignement général, trois lycées (dont le lycée slave qui est le plus ancien établissement secondaire de la ville : il a pris la suite du lycée de jeunes filles Alexis - inauguré en 1906 et dont les frais étaient de 60 roubles - devenu école mixte N°5 de 1918 à 1993), trois écoles d'enseignement musical, une école d'art, douze écoles et clubs sportifs pour la jeunesse, une école-collège d'État d'enseignement artistique, une maison de la culture pour la jeunesse, un club des jeunes naturalistes, un centre de réhabilitation de la jeunesse, une maison d'aide sociale à l'enfance, et plusieurs centres éducatifs spécialisés.
L'enseignement professionnel et spécialisé est particulièrement développé à Bobrouïsk, puisqu'il existe 9 établissements d'enseignement supérieur technique et spécialisé: automobile et transports, agro-économique, d'économie et de commerce, mécanique et machines-outils, mécanico-technologique et technique de la forêt, et enfin un collège supérieur d'enseignement professionnel d'art.
La ville possède également une filiale de l'université d'État d'économie de Biélorussie. C'est l'unique établissement d'enseignement supérieur général.

## Sport

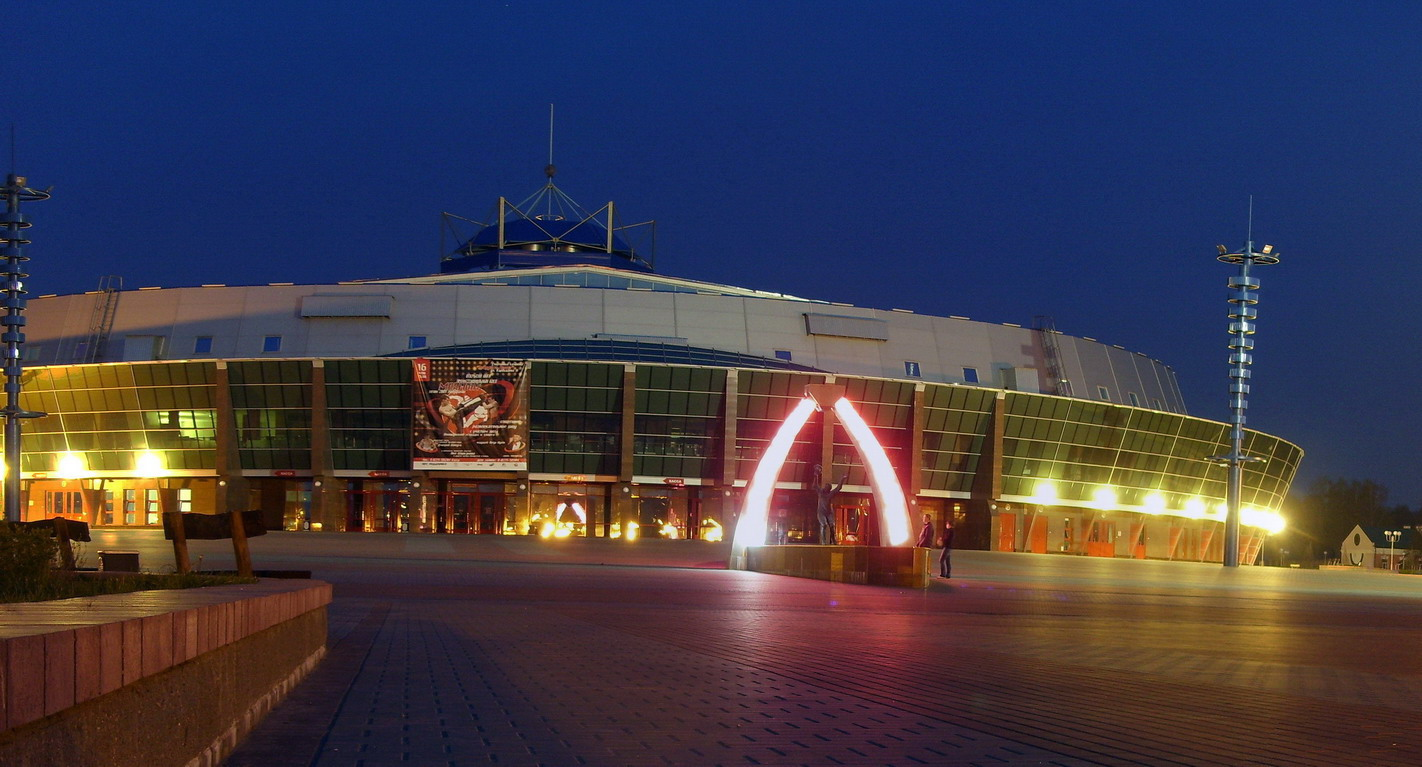
Palais de glace «Bobrouïsk-Аrena».

L'infrastructure sportive de la ville comprend l'une des patinoires omnisports les plus importantes du pays avec le palais de glace «Bobrouïsk-Аrena», un grand centre d'équitation, le club «Lomov», le complexe de sports aquatiques «Lesnoï», trois stades, deux piscines municipales, vingt-et-une piscines de petit format, une centaine de salles de sport, et environ trois cents aires de sport de ville. La ville dispose de plusieurs clubs de football et de hockey, et organise des matches avec d'autres villes ou d'autres pays.
La patinoire « Bobrouïsk-Arena » a été inaugurée le 31 mai 2008. Elle peut accueillir plus de sept mille personnes. Le club de hockey sur glace « Dynamo-Chinnik » s'y entraîne. 
La ville dispose également de clubs de mini-football, de sambo et de lutte gréco-romaine, ainsi que de judo qui participent aux spartakiades. Elle constitue une étape de coupes nationales cyclistes et de dragsters, ainsi que de décathlon. La coupe Bakharov est organisée tous les ans pour l'athlétisme (1 500 participants en 2008) et la lutte.

### Club de football «Belchina»
La ville dispose de son propre club de football «Belchina», fondé en 1977 (il s'appelait «Chinnik» en 1993-1995). Les matches en interne ont lieu au stade «Spartak» (capacité: 3 700 places). Il a remporté une coupe d'argent, deux fois la médaille de bronze pour les championnats de Biélorussie et a remporté trois fois la coupe de Biélorussie de football. Il joue dans la ligue supérieure de Biélorussie.

### Club de hockey «Dynamo Chinnik»
C'est en 2008, date de l'inauguration du palais de glace «Bobrouïsk-Arena», qu'a été fondé le club de hockey sur glace «Chinnik» (Bobrouïsk), provenant du mot chin, signifiant pneu - la ville abritant la première usine de pneu du pays. Il commence la saison 2008-2009 avec l'Extraligue de Biélorussie ; il obtient en championnat régulier la dixième place (il n'a pas obtenu le droit de jouet en championnat play-off).
En outre, le club HK Chinnik est le club de formation de base pour les jeunes joueurs de moins de vingt ans de l'équipe de Biélorussie.

## Patrimoine

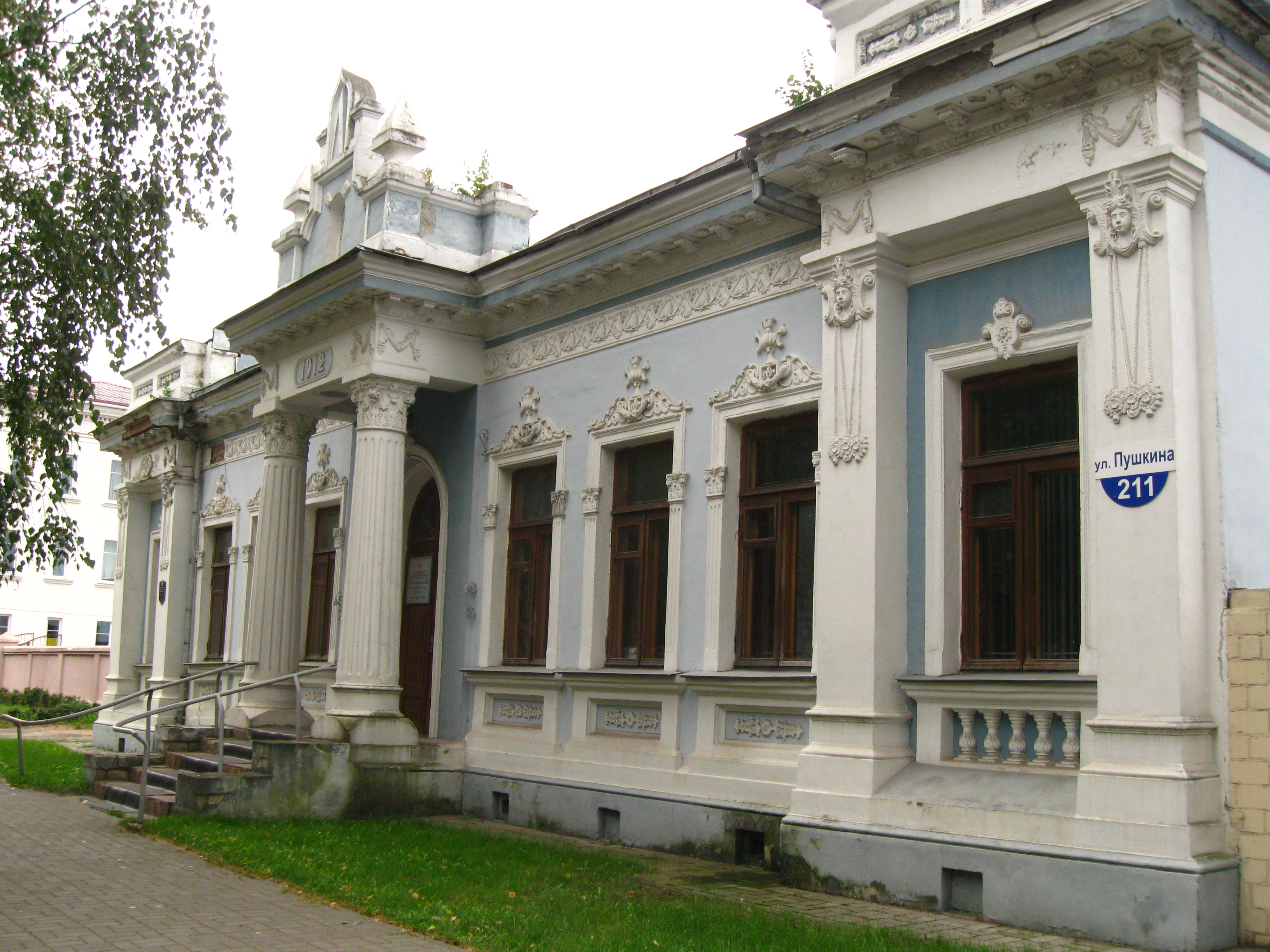
Ancien hôtel particulier construit en 1912, appartenant aujourd'hui à la représentation du comité olympique de Biélorussie (rue Pouchkine)

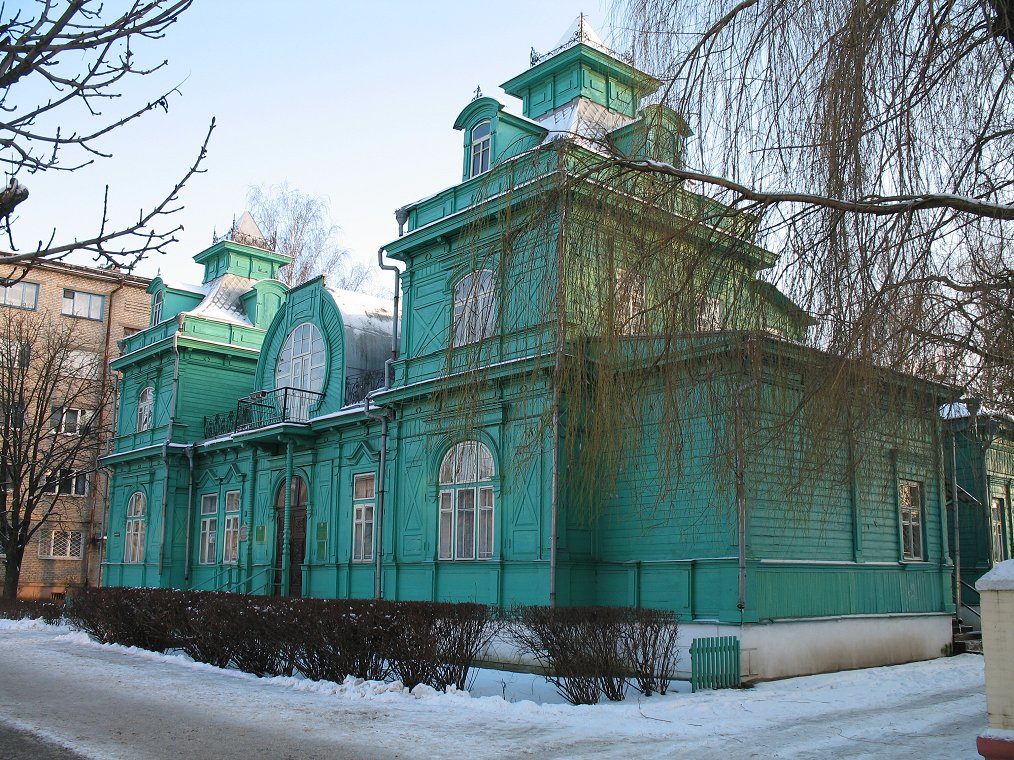
Ancien hôtel particulier en bois de style Art Nouveau, construit en 1912 par la famille de négociants juifs Katznelsohn, transformé en siège du comité révolutionnaire en 1918, puis en bibliothèque après 1958 (rue Internatsionalnaïa)

Le monument le plus connu de Babrouïsk est ce qui reste de sa citadelle construite à partir de 1810 et démolie en grande partie à la fin du XIXe siècle. Il subsiste aussi plusieurs hôtels particuliers et immeubles du XIXe siècle et deux immeubles de banques du début du XXe siècle. On remarque également les ruines de l'ancien hôtel Europe détruit dans les bombardements de la fin de la Seconde Guerre mondiale. L'ancienne église catholique Saints-Pierre-et-Paul d'architecture baroque est aujourd'hui en ruines et entourée de palissades. Elle servait d'entrepôt à l'époque soviétique.
En revanche, plusieurs églises orthodoxes ont été restaurées ou reconstruites, après avoir été rendues au culte, ainsi qu'une église catholique, dont :
- La cathédrale orthodoxe Saint-Nicolas, reconstruite en 2006-2009
- L'église orthodoxe Saint-Georges construite au début du XXe siècle
- L'église catholique de l'Immaculée-Conception, construite en 1901-1903 en style néogothique de briques, mais dont le clocher a été détruit par les bolchéviques.

La statuaire de la ville comprend plusieurs monuments de l'époque soviétique, comme le monument aux morts de la libération de la ville par l'Armée rouge datant de 1964, le monument des soldats internationalistes, le monument de la Victoire de 1945 (1975), la statue inaugurée en 1982 pour le centenaire de la mort du révolutionnaire Stepan Khaltourine (1856-1882), auteur de l'attentat contre le tsar en 1880 au palais d'Hiver, la statue de la partisane Vera Khoroujaïa (1903-1942) morte pour la patrie, etc. En revanche la plupart des statues de Lénine ont été déboulonnées et déplacées, sauf à Aviagorodok et celle située devant le siège de la municipalité, sur l'immense place à son nom. Plusieurs stèles rappellent les lieux de mémoire de la Shoah, comme à l'emplacement de l'ancien ghetto.
Depuis l'indépendance du pays, la municipalité a fait installer en 2006 devant l'entrée du marché du centre-ville une statue d'un castor en bronze en costume et chapeau, afin de rappeler l'étymologie de la ville et une statue en décembre 2012 du personnage du roman d'Ilf et Petrov, dans Le Veau d'or, Choura Balaganov.

## Transport
La ville se trouve sur l'itinéraire du corridor paneuropéen IX (Kaliningrad — Vilnius — Minsk — Kiev — Odessa). L'autoroute M5 longe Babrouïsk.

### Transport fluvial
Babrouïsk dispose d'un port fluvial au bord de la Bérézina raccordé au chemin de fer pour les marchandises et les passagers.

### Transport en commun

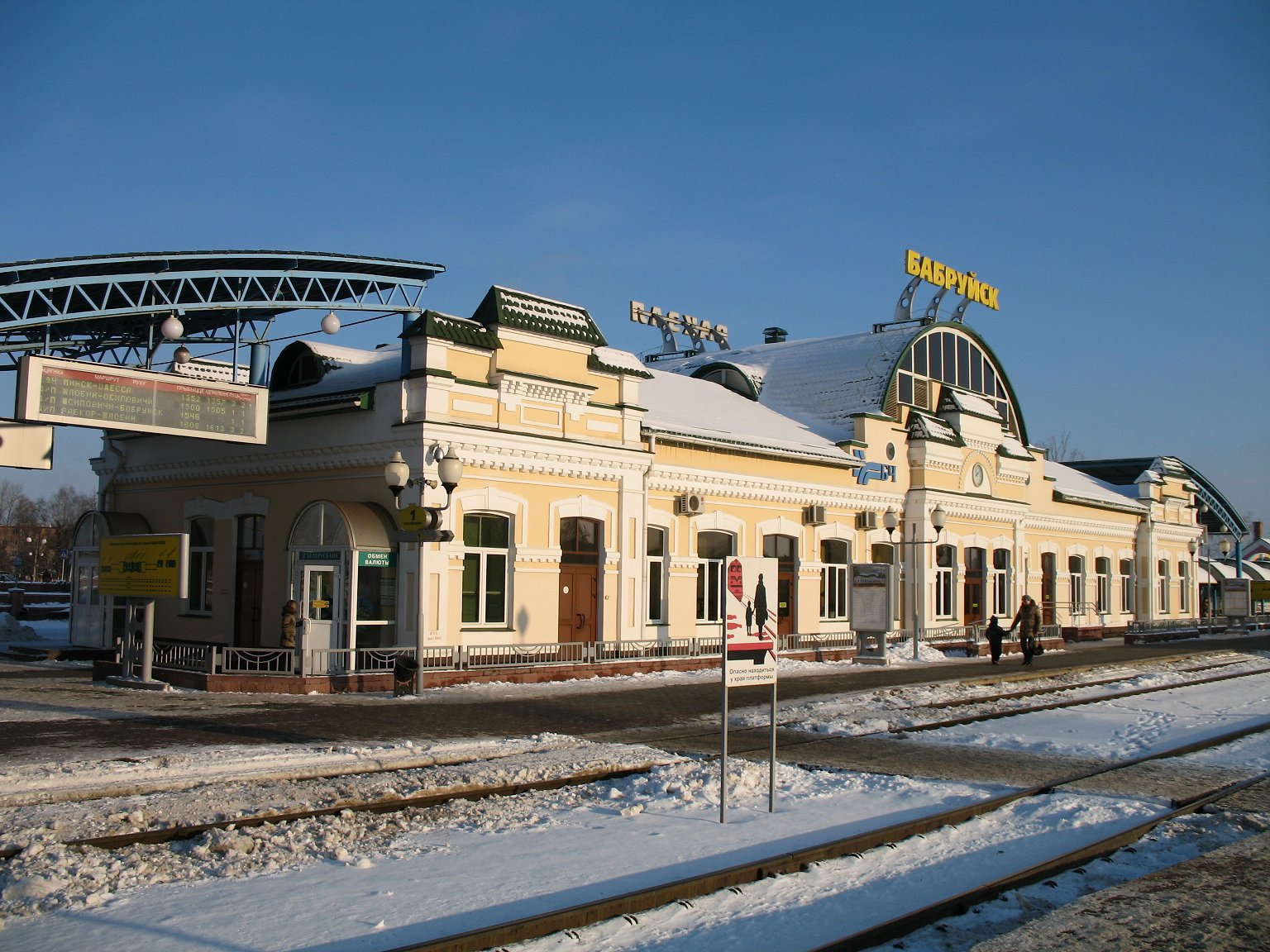
Gare de Babrouïsk.

Babrouïsk dispose d'un réseau d'autobus, de taxis collectifs et du trolleybus.
La mise en place du transport par trolleybus a débuté en 1978. En 2008 y travaillaient 325 personnes, dont 120 conducteurs. En 2007, les lignes transportèrent 29 500 000 de passagers.
La gare autoroutière de Bobrouïsk, filiale de l'entreprise de transport unitaire républicaine de Moguilev « Avtovokzal Moguilev » a été construite en 1987. Le nombre de passagers dépasse le million par an. Des lignes directes d'autocars relient la ville à Moscou, Minsk, Moguilev, Vitebsk, Orcha et d'autres villes de Biélorussie et de Russie.
Plus d'une cinquantaine de lignes d'autobus et de taxis collectifs quadrillent la ville. la filiale de l'entreprise « Аvtobousny park № 2 » — gère les lignes de la ville (plus de trente itinéraires), de sa banlieue, et celle la reliant à d'autres villes. 535 personnes y sont employées.
Plus de 700 000 passagers utilisent chaque mois les autobus ou taxis collectifs d'entreprises individuelles ou privées. Une ligne de train électrique relie Minsk à Babrouïsk avant de relier par la suite Gomel et la frontière ukrainienne. Elle dispose pour l'instant de deux paires de trains de business class « Stadler » et de quatre paires de trains en classe économique.

## Personnalités
- Andrei Arlovski, champion MMA poids lourd, né en 1979.
- Lev Felbing, dit Alexandre Orlov (1895-1973), liquidateur des anarchistes et trotskistes espagnols.
- Kadish Luz (1895-1972), homme politique israélien, né à Bobrouïsk (Empire russe).
- Viktor Reneysky (1967-), céiste, champion olympique.
- Leszek Talko (1916-2003), résistant, écrivain et journaliste polonais.
- Gary Vaynerchuk, entrepreneur et critique de vin américain, né à Bobrouïsk (URSS) en 1975.

## Jumelage
La ville est jumelée à :
- Vladimir (Russie)
- Naro-Fominsk (Russie)
- Kamianske (Ukraine)
- Sevlievo (Bulgarie)
- Anenii Noi (Moldavie)
- Öskemen (Kazakhstan)
- Púchov (Slovaquie)
- Mourom (Russie)
- Novomoskovsk (Russie)